# North East Somerset
 (décembre 2024).
Circonscription parlementaire de la Chambre des communes
La circonscription de North East Somerset est une circonscription située dans le Somerset et représentée à la Chambre des communes du Parlement britannique.

## Géographie
La circonscription comprend :
- les villes de Keynsham et Pensford ;
- les villages d'East Harptree, West Harptree et Hinton Blewett.

## Députés
Les Members of Parliament (MPs) de la circonscription sont :
| Législature                                   | Années       | Député | Député          | Parti        |
| --------------------------------------------- | ------------ | ------ | --------------- | ------------ |
| North East Somerset issue de Wansdyke et Bath |              |        |                 |              |
| 55e                                           | 2010–2015    |        | Jacob Rees-Mogg | Conservateur |
| 56e                                           | 2015–2017    |        | Jacob Rees-Mogg | Conservateur |
| 57e                                           | 2017–2019    |        | Jacob Rees-Mogg | Conservateur |
| 58e                                           | 2019–Présent |        | Jacob Rees-Mogg | Conservateur |